# Страна закона (политическая партия)
Партия «Страна закона» (арм. Օրինաց Երկիր) — центристская политическая партия в Армении, возглавляемая бывшим спикером парламента Артуром Багдасаряном. В 2003—2007 годах являлась второй по представительству в парламенте партией страны.
- 25 мая 2003 года на выборах в парламент получила 12,3 % голосов избирателей и 21 место из 131 в парламенте.

На выборах в Национальное собрание в 2017 году не смогла преодолеть 5% барьер.

## Второй созыв (1999)
8 депутатов
- Багдасарян, Артур Ваганович (Руководитель)
- Гаспарян, Гегам Рафикович (Секретарь)
- Аветисян, Самвел Сергеевич
- Агаджанян, Арцруни Князевич
- Барсегян, Степан Сарибекович
- Алоян, Арамаис Никогосович
- Ерицян, Серго Саркисович
- Арутюнян, Арам Хачикович

## Третий созыв (2003)
21 депутат.
27 мая 2006 г. в связи с выходом партии из правящей коалиции ряды партии и фракции покинули
- Баласанян, Самвел Мисакович(Руководитель)
- Бишарян, Егине Вачеевна (Секретарь)
- Багдасарян, Артур Ваганович
- Мхеян, Гагик Даниелович
- Амбарцумян, Аркадий Станиславович вышел из фракции и партии 27.05.2006
- Маргарян, Григор Сергеевич вышел из фракции и партии 27.05.2006
- Аракелян, Артак Григорьевич (Умер 29.07.2005)
- Мхитарян, Аршак Гарменович вышел из фракции и партии 27.05.2006
- Петросян, Алексан Макарович вышел из фракции и партии 27.05.2006
- Мхитарян, Мехак Нерсикович
- Шахгалдян, Самвел Суренович
- Шахгельдян, Мгер Левонович
- Манукян, Мелик Сарибекович вышел из фракции и партии 27.05.2006
- Гюльзадян, Врам Хоренович
- Маргарян, Ованес Айкович
- Захарян, Саяд Вазгенович
- Петросян, Алексан Макарович вышел из фракции и партии 27.05.2006
- Петросян, Хачик Борисович
- Габриелян, Эдуард Аршакович вышел из фракции и партии 27.05.2006
- Саргсян, Артак Самвелович

- Арутюнян, Арам Хачикович (В связи с назначением на должность министра градостроительства (2004) депутатские полномочия прекращены.)

## Четвертый созыв (2007)
- Багдасарян, Артур Ваганович (В связи с назначением на должность секретаря совета безопасности при президенте (05.05.2008) депутатские полномочия прекращены).
- Бишарян, Егине Вачеевна (Секретарь), (Руководитель)
- Манукян, Марзпетуни Амоевич (Секретарь) С 23 марта 2011 г.
- Агаджанян, Арцруни Князевич (Секретарь)с 23 апреля 2008 по 23 марта 2011 г. 23 марта 2011 г. сложил депутатские полномочия
- Авоян, Арташес Роландович В связи с назначением на должность руководителя аппарата совета безопасности при президенте (21.05.2008) депутатские полномочия прекращены
- Абрамян, Сергей Аршавирович
- Арутюнян, Хачик Арамаисович с 23 марта 2008 г.
- Асланян, Степан Андраникович с 5 августа 2008 г. по 29 апреля 2010
- Багдасарян, Гагик Гургенович с 5 мая 2010 г.
- Маргарян, Ованес Айкович
- Петросян, Хачик Борисович
- Хачатрян, Ишхан Мишаевич с 8 мая 2008 г.
- Саркисян, Гурген Байтунович (В связи с назначением на должность министра транспорта и связи (23.04.2008) депутатские полномочия прекращены).
- Шахгельдян, Мгер Левонович (В связи с назначением на должность министра по чрезвычайным ситуациям (23.04.2008) депутатские полномочия прекращены).

## Пятый созыв (2012)
- Бишарян, Егине Вачеевна  (Руководитель)
- Шахгельдян, Мгер Левонович (Секретарь)
- Маргарян, Ованес Айкович
- Хачатрян, Ишхан Мишаевич
- Ботоян, Карен Овсепович  вышел из фракции в мае 2014г.
- Дохолян, Левон Мартунович  С декабря 2013

- Тадевосян, Самвел Георгиевич (В связи с назначением на должность министра градостроительства (16.06.2012) депутатские полномочия прекращены).
- Арутюнян, Хачик Арамаисович  (В связи с назначением на должность ректора академии ОДКБ (27.11.2013) депутатские полномочия прекращены).